# 假韶子属
假韶子属（学名：Paranephelium）是无患子科下的一个属，为灌木或乔木植物。该属共有8种，分布于东南亚。